# František Skoumal
František Skoumal (21. září 1901 Lukov – 17. března 1942 Koncentrační tábor Auschwitz) byl český pedagog, odbojář z období druhé světové války a oběť nacismu.

## Život
František Skoumal se narodil 21. září 1901 v Lukově na Zlínsku v rodině Josefa Skoumala a Marie rozené Hochové. Profesí byl středoškolským pedagogem, vyučoval na státním reálném gymnáziu v Přerově zeměpis a tělesnou výchovu. Angažoval se v přerovském společenském a sportovním dění. Byl vedoucím sportovního klubu DSK Viktoria Přerov, v roce 1937 založil při přerovském gymnáziu oddíl Junáka a stal se jeho oblastním velitelem. Po německé okupaci v březnu 1939 vstoupil do protinacistického odboje v řadách Obrany národa. Působil zejména jako spojka mezi touto organizací a Junákem, průběžně se také snažil posilovat národní vědomí zejména u mladých lidí. Za svou činnost byl 3. října 1941 v Přerově zatčen a poté vyslýchán a vězněn v brněnské věznici Pod kaštany. Odtud byl převezen do koncentrační tábora Auschwitz, kde 17. března 1942 zahynul.

## Rodina
František Skoumal se oženil s Libuší Kašparovou. Manželům se narodily dvě děti: Eva provdaná Ševelová a Jiří Skoumal, budoucí novinář a redaktor Československého rozhlasu. Jeho tchán Gustav Kašpar byl československý legionář, který se rovněž zapojil do protinacistického odboje a zahynul v německé káznici.

## Posmrtná ocenění
- Československý válečný kříž 1939
- 1946 Junácký kříž „Za vlast“ 1939–1945 zlatý stupeň
- 1947 in memoriam jmenován ředitelem Státního reálného gymnázia v Holešově
- 1947 in memoriam jmenován čestným členem DSK Viktoria Přerov
- 1949 Pamětní odznak druhého národního odboje
- Po Františku Skoumalovi bylo pojmenováno skautské středisko v Přerově[3]